# Zábeštní Lhota
Zábeštní Lhota – gmina w Czechach, w kraju ołomunieckim, w powiecie Przerów. W 2022 roku liczyła 176 mieszkańców.